# Danny Guthrie
Daniel Dean „Danny“ Guthrie (* 18. April 1987 in Shrewsbury) ist ein englischer Fußballspieler, der aktuell beim indonesischen Erstligisten Mitra Kukar FC unter Vertrag steht.

## Karriere
Guthrie begann seine Karriere 2000 in der Fußballakademie von Manchester United. Nachdem er dort nicht mehr erwünscht war, wechselte er 2002 zum FC Liverpool. Der Mittelfeldspieler unterschrieb den Vertrag als 15-Jähriger. Guthrie wurde von den Fans der Reds als neuer Steven Gerrard gefeiert. Seinen ersten Einsatz für die erste Mannschaft des FC Liverpool hatte Guthrie im Sommer 2006 beim Vorbereitungsspiel gegen den FC Wrexham.
Das Pflichtspieldebüt gab der Engländer am 25. Oktober 2006 gegen den FC Reading im englischen League Cup. Guthries Debüt in der englischen Premier League feierte er einen Monat später gegen den FC Portsmouth.
International spielte der Mittelfeldspieler das erste Mal am 5. Dezember 2006 im Champions-League-Spiel der Reds gegen Galatasaray Istanbul.
Anfang März 2007 wurde Guthrie an den Zweitligisten FC Southampton ausgeliehen, wo er zwölf Spiele bestritt, ehe er für die Saison 2007/08 an die Bolton Wanderers ausgeliehen wurde.
2008 wechselte Guthrie für eine Ablösesumme von etwa 2,5 Millionen Pfund zu Newcastle United, wo er einen Vierjahresvertrag unterschrieb. Nach diesen vier Jahren verpflichtete ihn der FC Reading. In der Rückrunde der Saison 2014/15 wurde er an den FC Fulham verliehen und im Sommer an die Blackburn Rovers verkauft. Nachdem er ein halbes Jahr ohne Verein war wechselte Guthrie am 5. Januar 2018 zum indonesischen Erstligisten Mitra Kukar FC.